# Prealpi Giudicarie
Le Prealpi Giudicarie (dette anche Catena Cadria-Tofino oppure Prealpi Gardesane Nord-occidentali) sono un gruppo montuoso delle Prealpi Bresciane e Gardesane, in Trentino.
Prendono il nome dalle valli Giudicarie che le delimitano a nord e ad ovest. In alternativa prendono il nome dalle due montagne più significative: il Monte Cadria ed il Monte Tofino. Infine sono dette Prealpi Gardesane Nord-occidentali per distinguerle dalle Prealpi Gardesane Sud-occidentali.
Appartiene alle Prealpi Giudicarie il gruppo delle Pichee.

## Classificazione
Le Prealpi Giudicarie secondo la SOIUSA sono un supergruppo alpino delle Prealpi Gardesane ed hanno come codice della SOIUSA il seguente: II/C-30.II-A.

## Delimitazioni
Ruotando in senso orario i limiti geografici delle Prealpi Giudicarie sono i seguenti: Sella di Bondo, fiume Sarca, Riva del Garda, Valle di Ledro, Sella d'Ampola, Val d'Ampola, Valle del Chiese, Sella di Bondo.

## Suddivisione
Le Prealpi Giudicarie secondo la SOIUSA sono suddivise in due gruppi:
- Gruppo del Cadria (1)
- Gruppo Dosso della Torta-Tofino (2)

## Montagne
Le montagne principali sono:
- Monte Cadria - 2.254 m
- Dosso della Torta - 2.166 m
- Monte Tofino - 2.156 m
- Monte Altissimo - 2.127 m
- Cima Pari - 1.991 m
- Monte Misone - 1.803 m
- Cima d'Oro - 1.802 m
- Monte Casale - 1.632 m
- Cima Valdes - 1.578 m
- Monte Vender - 1.504 m